# Resolució 848 del Consell de Seguretat de les Nacions Unides
La Resolució 848 del Consell de Seguretat de les Nacions Unides, aprovada el 8 de juliol de 1993 després d'examinar l'aplicació d'Andorra per a ser membre de les Nacions Unides, el Consell va recomanar a l'Assemblea general que Andorra fos admesa.